# Kleine und Mittelleber
Die Kleine und Mittelleber ist ein 66,53 Hektar großes Naturschutzgebiet auf der Gemarkung der Stadt Teupitz im Landkreis Dahme-Spreewald im Land Brandenburg.

## Lage
Das FFH-Gebiet befindet sich westlich des Stadtzentrums und dort südöstlich des Ortsteils Egsdorf. Nördlich liegt der Mittenwalder Ortsteil Töpchin. Es folgen im Uhrzeigersinn das Stadtzentrum, das Naturschutzgebiet Mühlenfließ-Sägebach, die weiteren Ortsteile Tornow und Neuendorf sowie der Zossener Ortsteil Lindenbrück mit dessen Gemeindeteil Zesch am See.

## Geschichte
Die Landschaft im Schutzgebiet entstand während der Weichsel-Eiszeit. Mit dem Ablauf des Schmelzwassers bildete sich eine Wasserrinne, die zunehmend verlandete und vermoorte.
Geprägt wurde die Landschaft in den vergangenen Jahrzehnten jedoch durch den benachbarten Truppenübungsplatz in Wünsdorf. In der Zeit der DDR war ein Großteil der Gemarkung militärisches Sperrgebiet. Der Zutritt war zum Teil eingeschränkt. Durch Eingriffe in den Wasserhaushalt sind große Gebiete des Erlen-Bruchwaldes abgestorben. Das Gebiet wurde mit Wirkung vom 9. Juni 1995 unter Schutz gestellt. Den Namen erhielt das Gebiet von zwei mittlerweile verlandeten Seen, der Klein Leber und der Mittel Leber.

## Flora und Fauna
Auf dem Gebiet hat sich ein Moorwald gebildet, der von Kiefern gesäumt ist. In den feuchten Senken haben sich Übergangs- und Schwingrasenmoore gebildet. Unter besonderem Schutz stehen neben dem Fischotter der Große Feuerfalter sowie die Große Moosjungfer.